# Grenze (Einheit)
Mit Grenze wurde ein Volumenmaß für Brennholz im Herzogtum Pommern-Stettin bezeichnet. 
Die Maße für das Holz waren (14 mal 7 mal 3) Fuß. Mit einem Gesetz vom 10. Januar 1744 durften verheiratete Soldaten unversteuert sich Brennholz nehmen, das zum Verbringen nur mit einer Schubkarre erlaubt war. Hier waren aber die Holzmaße für eine Grenze (12 mal 12) Fuß und die Länge zwischen 3 und 4 Fuß.
- 1 Grenze = 294 Kubikfuß (preuß.) = 9,089 Kubikmeter